# 1934년 FIFA 월드컵 결승전
1934년 FIFA 월드컵 결승전은 1934년 FIFA 월드컵의 우승자를 가리기 위해 1934년 6월 10일에 로마에 있는 국가 파시스트당 국립 경기장에서 진행된 축구 경기이다. 개최국인 이탈리아와 체코슬로바키아가 결승 경기를 진행하여 이탈리아가 우승하였다.

## 결승 진출 과정
| 체코슬로바키아 | 체코슬로바키아 | 라운드        | 이탈리아   | 이탈리아       |
| -------------- | -------------- | ------------- | ---------- | -------------- |
| 상대팀         | 결과           | 결승 토너먼트 | 상대팀     | 결과           |
| 루마니아       | 2 – 1          | 16강          | 미국       | 7 – 1          |
| 스위스         | 3 – 2          | 8강           | 스페인     | 1 – 1          |
| 스위스         | 3 – 2          | 8강           | 스페인     | 1 – 0 (재경기) |
| 독일           | 3 – 1          | 4강           | 오스트리아 | 1 – 0          |

## 경기 결과
| 체코슬로바키아 | 1 – 2 (연장) | 이탈리아                    |
| -------------- | ------------ | --------------------------- |
| 푸츠 76′       | 리포트       | 81′ 오르시 · 95′ 스키아비오 |

| 체코슬로바키아 | 이탈리아 |

| GK          |  | 프란티셰크 플라니치카 (주장) |
| DF          |  | 요세프 치르소키              |
| DF          |  | 라디슬라프 제니셰크          |
| MF          |  | 요세프 코스턀레크            |
| MF          |  | 슈테판 참발                  |
| MF          |  | 루돌프 크르칠                |
| FW          |  | 프란티셰크 유네크            |
| FW          |  | 프란티셰크 스보보다          |
| FW          |  | 이리 소보트카                |
| FW          |  | 올드르지흐 네예들리          |
| FW          |  | 안토닌 푸츠                  |
| 감독        |  |                              |
| 카렐 페트루 |  |                              |

| GK            |  | 잔피에로 콤비 (주장) |
| DF            |  | 에랄도 몬첼리오      |
| DF            |  | 루이지 알레만디      |
| MF            |  | 아틸리오 페라리스    |
| MF            |  | 루이스 몬티          |
| MF            |  | 루이지 베르톨리니    |
| FW            |  | 엔리케 과이타        |
| FW            |  | 주세페 메아차        |
| FW            |  | 안젤로 스키아비오    |
| FW            |  | 조반니 페라리        |
| FW            |  | 라이문도 오르시      |
| 감독          |  |                      |
| 비토리오 포초 |  |                      |

## 같이 보기
- 이탈리아의 FIFA 월드컵 성적